# Mario Boeddu
Mario Boeddu (Sestri Ponente, 1925 – Rovegno, ottobre 1944) è stato un partigiano e operaio italiano.
Medaglia d'oro al valor militare alla memoria.

## Biografia
Nato nell'allora comune di Sestri Ponente, lavorava come montatore nei Cantieri navali Ansaldo della sua città. Dopo l'armistizio di Cassibile entrò subito nella Resistenza impegnandosi nella lotta partigiana.
Come partigiano combattente militò in Val Trebbia, in particolare nelle zone montuose, facendo parte della Brigata "Jori" della Divisione Garibaldi "Pinan-Cichero". Nell'agosto 1944, assediato per alcuni giorni, rallentò l'avanzata delle truppe nemiche dando modo alla brigata di ripiegare su posizioni più sicure. Due mesi dopo, tuttavia, durante un'azione contro una colonna alpina in marcia nell'area di Loco di Rovegno, nel tentativo di portare in salvo un compagno ferito venne colpito e morì.
Per tale atto di coraggio e altruismo, dopo la sua morte venne insignito della medaglia d'oro al valore militare.
Il comune di Genova gli ha dedicato una via nell'area del quartiere della sua nascita, ove hanno sede dal 1979 il complesso scolastico Gramsci-Volta e, dal 2010, il Teatro Akropolis.